# 科罗廖夫能源火箭航天集团
谢·帕·科罗廖夫能源火箭航天集团（羅馬化：Raketno-kosmicheskaya korporatsiya "Energiya" im. S. P. Koroleva），又称“能源”火箭航天集团（/RKK “Energiya”）是俄罗斯弹道导弹、航天器和空间站部件生产和开放式合资公司，也是俄罗斯载人航天计划的主要开发商和承包商，同时还拥有海上发射公司的绝大多数股份。其名称来源于设计局首任主席，苏联航空先驱科罗廖夫，和俄语单词“能量”的组合。

## 历史
科罗廖夫能源火箭航天集团的前身是1946年成立的第88研究所特别设计局（СКБ-88）第三部门，科罗廖夫担任负责人。1950年4月，在科罗廖夫的直接领导下，第88特别设计局若干部门合并组建了第一实验设计局（ОКБ-1）。1956年8月13日，根据第“4912сс”号苏联部长理事会决议，设计局与试验工厂相互独立。其中1939名员工被转移到第一设计局，超过1万名员工被转移到试验工厂。
1966年改为实验机器制造中央设计局，1974年改称能源科研生产联合公司，1994年改为现名。
该集团公司38%的股份归国家（俄羅斯聯邦國有財產管理署）所有。

## 组织架构

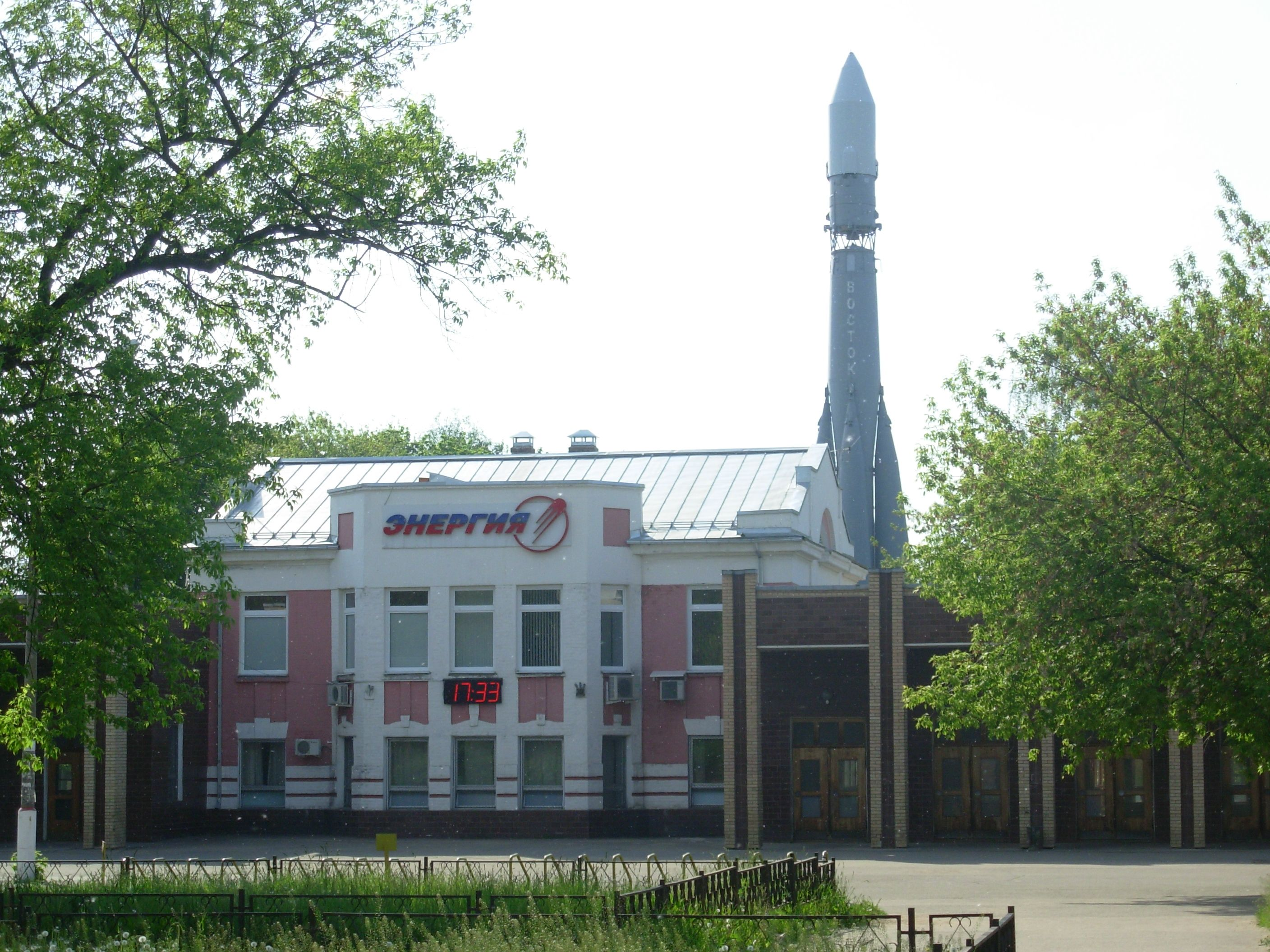
入口

它现在是俄罗斯大型综合性航天企业之一，分支机构有：
- “東方”疗养院（位于克拉斯诺达尔边疆区圖阿普謝）
- “要塞”疗养院（位于斯塔夫罗波尔边疆区基斯洛沃茨克）
- “日出”疗养院（位于莫斯科州謝爾吉耶夫鎮）
- “拜科努爾”分公司

联营公司有：
- “机械制造试验工场”封闭式股份公司[註 3]
- “伏尔加斯基设计局”封闭式股份公司（位于萨马拉）
- “发展”投资股份有限公司[註 4]
- “能源火箭航天计划”有限责任公司
- “热能能源火箭航天”股份有限公司
- “莫斯科能源工业外科”医疗中心[註 5]

## 主要产品
导弹
弹道导弹和洲際彈道飛彈：R-7弹道导弹等。
运载火箭
- 東方號運載火箭
- 闪电运载火箭
- 聯合系列運載火箭
- 能源运载火箭
- 量子1号和2号
- 天頂系列運載火箭（海上发射公司）

人造卫星
- 苏联卫星计划（史普尼克1號）
- 閃電型通訊衛星

探测器
- 月球号系列探测器
- 金星計劃
- 火星计划
- 探測器號系列探測器

貨運太空船
- 進步號太空船

宇宙飞船
- 东方号飞船
- 上升号飞船
- 联盟号宇宙飞船
- 暴風雪太空梭計畫

空间站
- 礼炮号空间站
- 和平号空间站
- 国际空间站

## 领导人物
| 领导人                     | 职位名称与任期                                                                        |
| -------------------------- | ------------------------------------------------------------------------------------- |
| 谢尔盖·帕夫洛维奇·科罗廖夫 | 特别设计总监兼首席设计师（1956-1966年）                                               |
| 瓦西里·米申                | 首席设计师（1966-1974年）                                                             |
| 瓦朗坦·格卢什科            | 总监兼总设计师（1974-1977年）；总设计师（1977-1989年）                                |
| 瓦赫坦·瓦奇纳泽            | 总监（1977-1991年）                                                                   |
| 尤里·帕夫洛维奇·谢苗诺夫   | 总设计师（1989-1991年）；总设计师兼总监（1991-1994年）；总设计师兼总裁（1994-2005年） |
| 尼古拉·谢瓦斯季亚诺夫      | 总裁兼总设计师（2005-2007年）；代理总监（2019年1月25日）；总监（2019年3月6日-）       |
| 维特利·鲁珀塔              | 总裁兼总设计师（2007-2014年）                                                         |
| 维克托·列戈斯塔埃夫        | 总设计师（2014年8月6日-2015年1月8日）                                                 |
| 弗拉基米尔·索恩采夫        | 代理总裁（2014年8月1日）；总裁（2014年9月20日-）；总监（2016年6月25日-2018年8月3日）  |
| 谢尔盖·罗曼诺夫            | 代理总监（2018年8月）；总监（2018年9月13日-2019年1月24日）                            |
| 叶夫根尼·米克林            | 总设计师（2015年1月9日-2020年5月5日）                                                 |
| 来源：                     |                                                                                       |

## 荣誉
- 4次获得列寧勳章
- 十月革命勋章[15]

## 博物馆

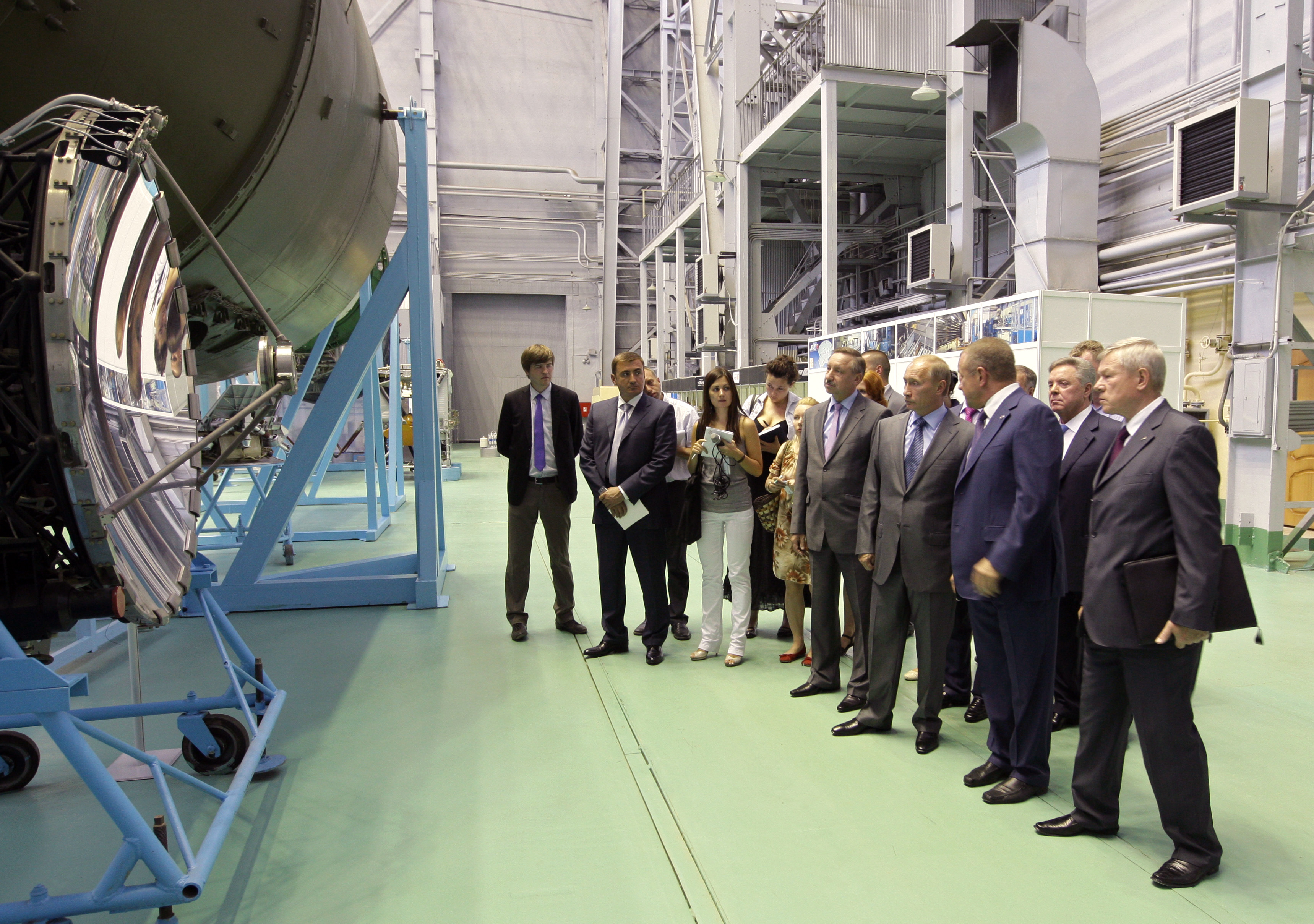
弗拉基米尔·普京视察能源火箭航天集团博物馆

科罗廖夫能源火箭航天集团内建有一座博物馆，包括陈列室（1300平方米）、名人堂和科罗廖夫纪念室（250平方米）。演示大厅有以太空火箭为主特色的太空探索历史展览。